# Limping for a Generation
Limping for a Generation è l'album di debutto della band britannica new wave / pop rock The Blow Monkeys, pubblicato nel 1984, su etichetta RCA / Ariola (poi diventata BMG).

## Il disco
Nel libretto della doppia raccolta del 1999, Atomic Lullabies - Very Best of The Blow Monkeys, il leader Dr. Robert (all'anagrafe Robert Howard) scrive che: 
(Dr. Robert sulla qualità dell'album di debutto dei Blow Monkeys, Limping for a Generation)

Il cantante e chitarrista etichettò l'intero primo disco come appartenente a un improbabile genere jazz-punk, definendo i lavori iniziali dei Blow Monkeys, nella stessa fonte del 1999, con la semplice affermazione: 
(Dr. Robert sugli esordi musicali dei Blow Monkeys)
Formatisi nei primi anni ottanta, i Blow Monkeys, dopo alcuni brani realizzati con l'etichetta indipendente Parasol (il 7" Live Today Love Tomorrow/In Cold Blood è del 1982), firmano con la casa discografica RCA (poi BMG), distribuita dalla Ariola, e dànno alle stampe l'album di debutto, un lavoro che, in retrospettiva, verrà considerato un vero e proprio piccolo capolavoro, in tutti i sensi, oggi molto difficile da reperire e, allo stesso tempo, molto ricercato, ma che, all'epoca della sua originaria pubblicazione, non ha ottenuto il benché minimo successo dal punto di vista commerciale.
Il 33 giri appare come un'opera piuttosto strana, bizzarra, controversa e contraddittoria: a tratti sensuale e tetro, delirante e licenzioso, monòtono e monotòno, eppure pervaso da solide suggestioni soul e con un'anima intimamente jazz. Le dieci canzoni che lo compongono (compresi i cinque lati B che non ne fanno parte, disponibili soltanto sul retro dei vari 45 giri e maxi singoli) sono piuttosto consistenti, ma prive di veri e propri ritornelli, che avrebbero potuto permettere al disco di scalare le classifiche (né l'album né i quattro estratti sfiorano le charts). Si tratta di un lavoro difficile da categorizzare o da rapportare a qualsiasi altro artista o gruppo contemporaneo: gli ABC, i Duran Duran e gli Style Council rappresentano tutti delle entità musicali di gran lunga troppo differenti per permettere un effettivo paragone.

## La musica e i testi
Per riuscire a spiegare veramente il sound strano e accattivante della prima fatica dei Blow Monkeys, si potrebbe dire che suona come Paul Weller durante l'ultimo periodo degli Jam, unito ai testi sessualmente confusi di Morrissey quando era negli Smiths. Alcuni dei versi di Robert ricordano in effetti le parole canticchiabili di Morrisey: 
(Due versi di Dr. Robert dalla title track dell'album Limping for a Generation del 1984)
 oppure 
(Due versi di Dr. Robert da Wildflower, l'ultimo singolo estratto dall'album Limping for a Generation del 1984)
 o ancora, sempre molto in stile Morrissey: 
(Due versi di Dr. Robert tratti da Professor Supercool, un brano dell'album Limping for a Generation del 1984)

## Dalla new wave alla dance
Vestiti in modo impeccabile, con un look in perfetto stile New romantic, che non fa che aumentare la confusione, visto che il genere musicale che li contraddistingue non potrebbe essere più lontano da quella corrente espressiva, i quattro membri dei Blow Monkeys, soli ed unici autori e interpreti musicali del loro primo, commercialmente disastroso LP, con un solo aiuto esterno (quello di Peter Wilson per produzione, arrangiamento degli archi e tastiere supplementari), otterranno alla fine un grande successo di classifica soltanto qualche anno dopo, con delle sonorità maggiormente orientate verso il pop rock e il funky, ampliando la lista dei propri collaboratori, con l'aggiunta di altre tastiere di supporto, cori femminili, diversi hook e refrain più propriamente pop, fino a volgersi a un altro genere di musica, completamente diverso da quello degli esordi, cioè la dance, abbracciata, costruita e originalmente elaborata, prima ancora che la scena dance stessa diventasse un vero e proprio fenomeno di massa, con una serie di leggendari duetti (Curtis Mayfield e soprattutto Cheb Khaled, per ricordarne giusto un paio) e l'invenzione di un sottogenere della house music, in séguito etichettato come UK garage, con la Numero 7 britannica Wait, un ulteriore duetto, con la diva della house di Chicago Kym Mazelle, uscita all'inizio del 1989.

## L'eredità dell'album di debutto
Ma l'eredità del lavoro del 1984, un disco estremamente importante per il gruppo, non andrà perduta. Il loro quinto e ultimo album di studio, pubblicato nel 1990, poco prima di un lunghissimo scioglimento, durato fino alla fine del 2007, contiene infatti sia tracce realizzate sull'onda della recente svolta dance, sia un paio di pezzi che sembrano usciti da questo primo periodo formativo, senza dimenticare il coraggioso esperimento, citato sopra, di mixare la voce, melodica e cadenzata, di un cantante arabo con dei ritmi graffianti più sostenuti, cosiddetti «uptempo», in Be Not Afraid, con Khaled. Tre dei quattro singoli estratti dal disco d'esordio, vale a dire Man from Russia, Atomic Lullaby e Forbidden Fruit, ricompaiono anche nella versione espansa in compact disc della loro prima raccolta di successi, Choices - The Singles Collection, data alle stampe nel 1989, lo stesso anno della apocalittica Wait.

## I lati B inediti
La doppia collection del 1999, invece, comprende le cinque B-sides inedite del 1984, che, come scrive Dr. Robert, sempre nel citato libretto, 
(Dr. Robert sui lati B inediti dei Blow Monkeys)
 e poiché la band ha avuto la sfortuna di diventare famosa durante la decade puntualmente accusata di aver prestato eccessiva attenzione ai dettagli esteriori, aggiunge: 
(Dr. Robert sui lati B inediti dei Blow Monkeys)

## Tracce
Testi e musiche di Dr. Robert (alias Robert Howard), tranne #4 di Dr. Robert Howard/Mick Anker.
1. He's Shedding Skin - 4:04
2. Wildflower - 3:00
3. Atomic Lullaby - 5:02
4. Fat Cat Belusha - 4:15
5. Go Public - 4:30
6. Professor Supercool - 4:00
7. Man from Russia - 3:15
8. Limping for a Generation - 3:32
9. Waiting for Mr. Moonlight - 4:22
10. Trashtown Incident - 4:10

## Singoli estratti dall'album
- 1984 - Go Public
- 1984 - Man from Russia
- 1984 - Atomic Lullaby
- 1985 - Wildflower

## Lati B dei singoli
- 1984 - Rub-a-dub Shanka (lato B di Go Public)
- 1984 - Resurrection Love (lato B del singolo Man from Russia)
- 1984 - Slither (lato B del maxi singolo Man from Russia)
- 1984 - My Twisty Jewel (lato B del singolo Atomic Lullaby)
- 1984 - Kill the Pig (lato B del maxi singolo Atomic Lullaby)
- 1985 - Waiting for Mr. Moonlight (live - lato B del singolo di Wildflower)
- 1985 - Trashtown Incident (live - lato B del maxi singolo di Wildflower)

## Credits

### Formazione
- Dr. Robert: voce, chitarre, piano, musiche e testi
- Tony Kiley: batteria, batteria elettronica, percussioni
- Neville Henry: sassofono tenore, sassofono alto
- Mick Anker: basso elettrico, basso acustico

### Produzione, altri musicisti e staff
- Peter Wilson: produzione, arrangiamento archi, tastiere supplementari
- Nick Knight: fotografia

## Dettagli pubblicazione
| Paese | Data | Etichetta      | Formato | N° Catalogo |
| UK    | 1984 | RCA/Ariola/BMG | CD      | ND 71495    |